# Férfi szupertoronyugrás a 2019-es úszó-világbajnokságon
A 2019-es úszó-világbajnokságon a férfi szupertoronyugrás versenyének 1–2. körét július 22-én, a 3. és 4. körét pedig egy nappal később, július 24-én rendezték meg.
A férfi óriás-toronyugrók 27 méteres fináléjában – ahol (a negyedik, szabadon választott sorozatban) már csak a legjobb tizenkét versenyző mutathatta be ugrását – a 35 éves brit ugró, Gary Hunt végzett az első helyen. A verseny második helyén – a címvédő – amerikai Steve LoBue végzett, míg a harmadik a – 2015-ben ezüst-, 2013-ban bronzérmes – mexikói Jonathan Parades lett.

## Versenynaptár
Az időpontok helyi idő szerint olvashatóak (UTC +09:00).
| Dátum                    | Időpont     | Forduló  |
| ------------------------ | ----------- | -------- |
| 2019. július 22., hétfő  | 14:00-15:30 | 1–2. kör |
| 2019. július 24., szerda | 12:00-13:30 | 3–4. kör |

## Eredmény
| #  | Versenyző              | Ország                   | 1–4. kör pontjai | 1–4. kör pontjai | 1–4. kör pontjai | 1–4. kör pontjai | Össz.  |
| #  | Versenyző              | Ország                   | 1.               | 2.               | 3.               | 4.               | Össz.  |
| -- | ---------------------- | ------------------------ | ---------------- | ---------------- | ---------------- | ---------------- | ------ |
|    | Gary Hunt              | Egyesült Királyság (GBR) | 71,40            | 117,60           | 97,20            | 156,00           | 442,20 |
|    | Steven LoBue           | Egyesült Államok (USA)   | 75,60            | 142,80           | 95,40            | 119,85           | 433,65 |
|    | Jonathan Parades       | Mexikó (MEX)             | 75,60            | 133,95           | 91,80            | 128,80           | 430,15 |
| 4  | Michal Navrátil        | Csehország (CZE)         | 74,20            | 119,85           | 90,00            | 96,75            | 380,80 |
| 5  | Alessandro De Rose     | Olaszország (ITA)        | 70,00            | 117,50           | 81,00            | 110,40           | 378,90 |
| 6  | Andy Jones             | Egyesült Államok (USA)   | 71,40            | 108,10           | 81,00            | 105,35           | 365,85 |
| 7  | Miguel García          | Kolumbia (COL)           | 63,00            | 96,60            | 91,80            | 114,40           | 365,80 |
| 8  | Vjacseszlav Kolesnikov | Ukrajna (UKR)            | 61,60            | 105,60           | 88,40            | 102,50           | 358,10 |
| 9  | Orlando Duque          | Kolumbia (COL)           | 67,20            | 103,50           | 81,00            | 103,50           | 355,20 |
| 10 | David Colturi          | Egyesült Államok (USA)   | 63,00            | 91,00            | 90,00            | 99,90            | 343,90 |
| 11 | Sergio Guzmán          | Mexikó (MEX)             | 67,20            | 101,05           | 88,20            | 72,00            | 328,45 |
| 12 | Nyikita Fedotov        | Oroszország (RUS)        | 67,20            | 103,20           | 86,40            | 70,95            | 327,75 |
|    |                        |                          |                  |                  |                  |                  |        |
| 13 | Alain Kohl             | Luxemburg (LUX)          | 54,60            | 98,90            | 82,80            |                  | 236,30 |
| 14 | Cătălin-Petru Preda    | Románia (ROU)            | 75,60            | 83,20            | 75,60            |                  | 234,40 |
| 15 | Olekszij Prihorov      | Ukrajna (UKR)            | 46,20            | 108,00           | 79,20            |                  | 233,40 |
| 16 | Owen Weymouth          | Egyesült Királyság (GBR) | 68,60            | 99,00            | 64,80            |                  | 232,40 |
| 17 | Artyom Szilcsenko      | Oroszország (RUS)        | 67,20            | 76,85            | 86,40            |                  | 230,45 |
| 18 | Kris Kolanus           | Lengyelország (POL)      | 67,20            | 75,20            | 82,80            |                  | 225,20 |
| 19 | Diego Rivero           | Mexikó (MEX)             | 51,80            | 92,25            | 75,60            |                  | 219,65 |
| 20 | Blake Aldridge         | Egyesült Királyság (GBR) | 61,60            | 91,65            | 63,00            |                  | 216,25 |
| 21 | Matthias Appenzeller   | Svájc (SUI)              | 53,20            | 73,10            | 64,80            |                  | 191,10 |
| 22 | Igor Szemasko          | Oroszország (RUS)        | 50,40            | 47,70            | 86,40            |                  | 184,50 |